# Choix
Choix är en ort i Mexiko.   Den ligger i kommunen Choix och delstaten Sinaloa, i den nordvästra delen av landet, 1 200 km nordväst om huvudstaden Mexico City. Choix ligger 240 meter över havet och antalet invånare är 7 623.
Terrängen runt Choix är kuperad åt sydost, men åt nordväst är den platt. Runt Choix är det mycket glesbefolkat, med 7 invånare per kvadratkilometer. Choix är det största samhället i trakten. I omgivningarna runt Choix växer huvudsakligen savannskog.